# Enicosanthum membranifolium
Enicosanthum membranifolium är en kirimojaväxtart som beskrevs av James Sinclair.
Enicosanthum membranifolium ingår i släktet Enicosanthum och familjen kirimojaväxter. IUCN kategoriserar arten globalt som livskraftig. Inga underarter finns listade i Catalogue of Life.